# Igényelt kód
Az elosztott programozásban a kód igénylése egy általános szakkifejezés bármely technológiára, ami egy kliens kérésének megfelelően egy végrehajtható szoftver programokat küld egy szerver gépről a kliens gépnek. (pl. böngésző).
A kód igénylése egy speciális használata a mobil kódnak. Egy jól ismert példa a kód igénylése paradigmában a Java appletek. Egy applet programkód inaktívan hever valamely szerveren, amíg egy felhasználó (kliens) kér egy oldalt, ami tartalmaz egy linket az appletre használva a kliens böngészőjét. Erre a kérésre az oldal és az applet a felhasználó gépére töltődik HTTP protokollon keresztül. Amikor az oldal megjelenítődik, az applet elindul a böngészőben és fut helyben, a felhasználó számítógépén belül, amíg le nem állítják (pl. a felhasználó elhagyja az appletet tartalmazó oldalt). Ez fejezi be az applett életciklusát.

## Fordítás
- Ez a szócikk részben vagy egészben  a   Code on demand című angol Wikipédia-szócikk fordításán alapul.  Az eredeti cikk szerkesztőit annak laptörténete sorolja fel. Ez a jelzés csupán a megfogalmazás eredetét és a szerzői jogokat jelzi, nem szolgál a cikkben szereplő információk forrásmegjelöléseként.